# 神保昌登
神保 昌登（じんぼ まさと）は、日本の男性アニメーション演出家、アニメーション監督、脚本家である。東京都出身。PartsCraft代表社員。

## 来歴
東京都立工芸高等学校卒業後、スタジオ・グラフィティで下積みをした後、スタジオキャブとシオンで制作進行を経て演出家になる。 
スタジオディーンやJ.C.STAFF、動画工房、C-Station制作作品に参加することが多く、最近ではSILVER LINK.制作作品によく参加しており、監督作の多くはSILVER LINK.制作である。
2017年放送の『CHAOS;CHILD』では、自身初のシリーズ構成、及びに脚本（2～12話）を監督兼任で務め、同年放送の『異世界食堂』でも同様に務める。
2018年9月13日、合同会社PartsCraftを設立。

## 作品リスト

### テレビアニメ
2003年
- D.C. 〜ダ・カーポ〜（制作進行）

2004年
- φなる・あぷろーち（制作進行）
- 鉄人28号（制作進行）

2005年
- ゾイドジェネシス（2005年 - 2006年、絵コンテ・演出）
- 銀牙伝説WEED（2005年 - 2006年、絵コンテ）

2006年
- シムーン（演出）
- 地獄少女 二籠（2006年 - 2007年、演出）

2007年
- シャイニング・ティアーズ・クロス・ウィンド（演出）
- 大江戸ロケット（演出）
- 素敵探偵ラビリンス（2007年 - 2008年、絵コンテ・演出）
- 灼眼のシャナII -Second-（2007年 - 2008年、演出）

2008年
- 今日からマ王!第三章（2008年 - 2009年、演出）
- 純情ロマンチカ（演出）
- スレイヤーズREVOLUTION（絵コンテ・演出）
- 純情ロマンチカ2（演出）
- 地獄少女 三鼎（2008年 - 2009年、絵コンテ・演出）

2009年
- スレイヤーズEVOLUTION-R（演出）
- マリア様がみてる 4thシーズン（演出）
- 初恋限定。（演出）
- クッキンアイドル アイ!マイ!まいん!（2009年 - 2013年、演出）
- ハヤテのごとく!!（演出）
- よくわかる現代魔法（演出）
- 生徒会の一存（演出）
- とある科学の超電磁砲（2009年 - 2010年、絵コンテ・演出）

2010年
- いちばんうしろの大魔王（絵コンテ・演出）
- 薄桜鬼（演出）
- 会長はメイド様!（演出）
- さらい屋 五葉（演出）
- ぬらりひょんの孫（演出）
- とある魔術の禁書目録II（2010年 - 2011年、助監督・絵コンテ・演出）
- 探偵オペラ ミルキィホームズ（絵コンテ・演出）

2011年
- デッドマン・ワンダーランド（演出）
- 緋弾のアリア（10話）
- 神様のメモ帳（絵コンテ・演出）
- 灼眼のシャナIII -Final-（2011年 - 2012年、演出）
- バクマン。2（2011年 - 2012年、絵コンテ・演出）
- C3 -シーキューブ-（演出）

2012年
- キルミーベイベー（演出）
- 黄昏乙女×アムネジア（演出）
- 聖闘士星矢Ω（2012年 - 2013年、絵コンテ）
- ココロコネクト（演出）
- 夏雪ランデブー（絵コンテ・演出）
- DOG DAYS'（演出）
- お兄ちゃんだけど愛さえあれば関係ないよねっ（絵コンテ・演出）

2013年
- THE UNLIMITED 兵部京介（絵コンテ・演出）
- まんがーる!（絵コンテ・演出）
- 革命機ヴァルヴレイヴ（演出）
- Fate/kaleid liner プリズマ☆イリヤ（絵コンテ・演出）
- 私がモテないのはどう考えてもお前らが悪い!（絵コンテ・演出）
- はじめの一歩 Rising（2013年 - 2014年、演出）
- ストライク・ザ・ブラッド（2013年 - 2014年、演出）

2014年
- 星刻の竜騎士（演出）
- Fate/kaleid liner プリズマ☆イリヤ ツヴァイ!（監督・演出）
- ガールフレンド（仮）（演出）

2015年
- Fate/kaleid liner プリズマ☆イリヤ ツヴァイ ヘルツ!（監督・絵コンテ・演出）
- 俺がお嬢様学校に「庶民サンプル」としてゲッツされた件（監督・演出）
- スタミュ（絵コンテ・演出）

2016年
- あんハピ♪（絵コンテ）
- 三者三葉（絵コンテ）
- Fate/kaleid liner プリズマ☆イリヤ ドライ!!（監督（高橋賢と共同）・絵コンテ）

2017年
- CHAOS;CHILD（監督、シリーズ構成・脚本・絵コンテ・演出）
- 異世界食堂（監督、シリーズ構成・全話脚本・絵コンテ・演出）

2018年
- ゆるキャン△（OP絵コンテ・演出）
- 覇穹 封神演義（絵コンテ・演出）
- 三ツ星カラーズ（絵コンテ・演出）
- DOUBLE DECKER! ダグ&キリル（絵コンテ・演出）

2019年
- 川柳少女（監督、シリーズ構成・全話脚本・絵コンテ・演出）
- さらざんまい（演出）

2020年
- へやキャン△（監督）
- 白猫プロジェクト ZERO CHRONICLE（監督・脚本・絵コンテ・演出）
- ド級編隊エグゼロス（監督・シリーズ構成・脚本・絵コンテ・演出）

2021年
- アズールレーン びそくぜんしんっ!（監督・絵コンテ・演出）
- クレヨンしんちゃん（コンテ・演出）
- 異世界食堂2（監督、シリーズ構成）

2022年
- 盾の勇者の成り上がり Season2（監督）
- 聖剣伝説 Legend of Mana -The Teardrop Crystal-（監督・シリーズ構成・脚本・絵コンテ・演出）

2023年
- 君のことが大大大大大好きな100人の彼女（演出）

2024年
- 望まぬ不死の冒険者（演出）
- Unnamed Memory（演出）
- MFゴースト（演出）
- 五等分の花嫁＊（監督・シリーズ構成）

### 劇場アニメ
- それいけ!アンパンマン ルビーの願い（2003年、制作協力）
- 劇場版 甲虫王者ムシキング グレイテストチャンピオンへの道（2005年、演出）
- 映画 五等分の花嫁（2022年、監督）

### OVA
- 今日からマ王! R （2007年、演出）
- 灼眼のシャナS（2009年 - 2010年、演出）
- 乙女はお姉さまに恋してる 2人のエルダー THE ANIMATION（2012年、演出）
- ノゾ×キミ（2014年、監督・絵コンテ・演出）
- CHAOS;CHILD SILENT SKY（2017年、監督・脚本）

### Webアニメ
- 人KENまもる君とあゆみちゃん『世界をしあわせに』（2005年、演出助手）
- 今日のあすかショー（2012年 - 2013年、シリーズディレクター[11]・絵コンテ・演出）